# Passiflora recurva
Passiflora recurva är en passionsblomsväxtart som beskrevs av Maxwell Tylden Masters. Passiflora recurva ingår i släktet passionsblommor, och familjen passionsblomsväxter. Inga underarter finns listade i Catalogue of Life.